# Xestocephalus iguchii
Xestocephalus iguchii är en insektsart som beskrevs av Matsumura 1914. Xestocephalus iguchii ingår i släktet Xestocephalus och familjen dvärgstritar. Inga underarter finns listade i Catalogue of Life.